# SKE48 炸蝦商!
《SKE48 炸蝦商！》（日语：SKE48 エビショー!），簡稱Ebishō，是日本電視台從2014年7月15日起至9月30日間、每周二凌晨1:29 - 1:59（即每周一深夜）播出的、日本女性偶像團體SKE48的冠名綜藝節目。
該節目實質上是此前SKE48與女性搞笑艺人大久保佳代子合作的綜藝節目《SKE48的炸蝦週五夜》的續集。

## 簡介
在「私立炸蝦女子商業高校（日语：私立エビフライ女子商）」（簡稱：炸蝦商）的舞台上，SKE48的成員們在擁有豐富社會經驗的教師大久保佳代子指導下，挑戰各種各樣的實踐工作。
每回授課結束後由大久保佳代子選出本期最優秀的成員，並對其進行特別的單獨授課。
該節目與同時期同一電視台播放的NMB48的綜藝節目《NMB48 藝人!!!3》中的「私立難波女学院」設定上為姊妹學校，並有在相互的節目中交換留學的計劃。
每期節目在電視台播放结束後亦可透過網路、在Hulu或日本電視台的隨選視訊上進行付費觀看。
從7月29日起至9月30日間，每期節目中均包含一個特別企畫單元「SKE48 松村香織和谷真理佳的日本列島搭便車之旅」，其中未公開的部分僅在Hulu上限定播放。
2014年10月12日起，作為《炸蝦商！》後續的冠名綜藝節目《SKE48 炸蝦賭場!（日语：SKE48 エビカルチョ!）》將於每周日凌晨1:20 - 1:50（即每周六深夜）開始播出，仍然由大久保擔任主持。

## 演出人員
- MC（教師）
  - 大久保佳代子
- SKE48
  - Team S：東李苑、大矢真那、北川綾巴、佐藤實繪子、竹内舞、田中菜津美、中西優香、二村春香、松井珠理奈、宮澤佐江、矢方美紀、山内鈴蘭、渡邊美優紀
  - Team KII：石田安奈、江籠裕奈、大場美奈、木下有希子、惣田紗莉渚、高柳明音、古川愛李、古畑奈和、山田菜菜、山田瑞穗
  - Team E：磯原杏華、市野成美、岩永亞美、梅本圓、木本花音、熊崎晴香、小林亞實、小石公美子、齊藤真木子、佐藤堇、柴田阿弥、須田亞香里、谷真理佳、松井玲奈
  - 研究生：松村香織

## 節目內容
| 集 | 播放日期       | 職業主題   | 授課內容                                                | 最優秀學生        | 備註 |
| -- | -------------- | ---------- | ------------------------------------------------------- | ----------------- | --- |
| 1  | 2014年 7月15日 | 海女       | 水裡到底有什麼呢？ 吃燙嘴的海鮮燒烤競賽！               | 田中菜津美        | |
| 2  | 2014年 7月22日 | 建築工人   | 獨輪車裝土接力 挖沙快速搶答 卡車牽引時間競速            | 大場美奈          | 日本電視台播音員蛯原哲擔任副班主任                                                                                      |
| 3  | 2014年 7月29日 | 體育教師   | 超近距離變化球 超簡單跳高 跳長繩                        | 谷真理佳 松村香織 | 嘉賓：土屋敏男（日本電視台製作人） 從宗谷岬到SKE劇場的搭便車之旅                                                        |
| 4  | 2014年 8月5日  | 電影導演   | 炸蝦商可愛電影節                                        | 中西優香          | SKE48 谷真理佳和松村香織的日本列島搭便車之旅                                                                            |
| 5  | 2014年 8月12日 | 陪酒女     | 用郵件抓住客人的心！ 接客對話抓住客人的心！             | 松井玲奈          | 嘉賓：愛澤艾米莉 SKE48 谷真理佳和松村香織的日本列島搭便車之旅                                                           |
| 6  | 2014年 8月19日 | 國會議員   | SKE48新規則徹底討論                                     | 齊藤真木子        | SKE48 谷真理佳和松村香織的日本列島搭便車之旅                                                                            |
| 7  | 2014年 8月26日 | 銷售演示員 | 炸蝦商課外教學「銷售演示」                              | 大場美奈 木本花音 | 外景地：HOME'S 葛西店 SKE48 谷真理佳和松村香織的日本列島搭便車之旅                                                      |
| 8  | 2014年 9月2日  | 保齡球     | 土下座臉部STAMP                                         | -                 | 外景地：田町HAIREN SKE48 谷真理佳和松村香織的日本列島搭便車之旅                                                         |
| 9  | 2014年 9月9日  | 足球運動員 | 特別企畫 SKE48 vs NMB48 泡泡足球                        | -                 | 嘉賓：Piece、NMB48 外景地：數字好萊塢大學 解說：田中毅（日本電視台播音員） SKE48 谷真理佳和松村香織的日本列島搭便車之旅 |
| 10 | 2014年 9月16日 | 偶像       | 笑容持久健身器 氣球爆炸笑容握手會 無盡的《Okey Dokey》  | -                 | 裁判員：NAO老師 SKE48 谷真理佳和松村香織的日本列島搭便車之旅                                                            |
| 11 | 2014年 9月23日 | 新娘       | SKE48vs大久保 新娘對決 第一回戰 料理對決！              | -                 | 裁判員：茂出木浩司 SKE48 谷真理佳和松村香織的日本列島搭便車之旅                                                         |
| 12 | 2014年 9月30日 | 新娘       | SKE48vs大久保 新娘對決 超越大久保老師！印象問卷調查！！ | -                 | 街頭採訪：藤井恒久（日本電視台製作人） SKE48 谷真理佳和松村香織的日本列島搭便車之旅                                     |

## 外部連結
- SKE48 炸蝦商!（页面存档备份，存于）（日本電視台）（日語）
- SKE48 炸蝦商! 的Hulu隨選視訊（页面存档备份，存于）（日語）